# پرچم مالاوی
پرچم کنونی مالاوی در ۲۹ ژوئیهٔ ۲۰۱۰ پس از آنکه حزب حاکم دموکرات پیشرو پیشنهاد پرچم جدیدی را داد از سوی رئیس‌جمهور آن کشور پذیرفته شد. پرچم جدید با ایجاد تغییراتی در ترتیب قرارگیری رنگ‌های پرچم پیشین تهیه‌شده‌است تا با طرح‌بندی اصلی پرچم پان-آفریقایی تطابق داشته باشد. در پرچم جدید نوار افقی قرمزرنگ در بالای پرچم، نوار سیاه در وسط و نوار سبزرنگ در پایین پرچم قرار گرفته‌است. نماد خورشید در حال طلوعی نیز که در پرچم پیشین در بالای پرچم قرار داشت با نماد خورشید سفیدرنگ کاملی در مرکز پرچم عوض شده که نشانگر رشد اقتصادی مالاوی پس از استقلال آن کشور است.
این اقدام با مخالفت حزب جبهه متحد دموکرات روبرو شد و آنان مشروعیت پرچم جدید را با ارائهٔ شکایتی به دادگاه به‌چالش کشیدند. از سوی دیگر بسیاری از مردم مالاوی نیز به این اقدام دولت معترض شدند و این پرسش را مطرح ساختند که در شرایط سیاسی کنونی کشور چه نیازی به تغییر پرچم بود. اما علی‌رغم این اعتراضات طرح پرچم جدید مالاوی در روز پنج‌شنبه ۲۹ ژوئیهٔ ۲۰۱۰ مورد تأیید بینگو وا موتاریکا، رئیس‌جمهور آن کشور قرار گرفت و پرچم‌های جدید کمی بعد در روز شنبه در سرتاسر کشور برافراشته شدند.

## پرچم مالاوی از ۱۹۶۴ تا ۲۰۱۰

پرچم مالاوی ۱۹۶۴-۲۰۱۰

پرچم سه رنگ پیشین مالاوی در تاریخ ۶ ژوئیه ۱۹۶۴ پذیرفته شده بود. در این پرچم که از ۳ نوار افقی تشکیل شده بود رنگ سیاه در بالا، قرمز در میان و سبز در پایین قرار داشت و خورشید در حال طلوع قرمزرنگی نیز در بالای پرچم در نوار سیاه‌رنگ مشاهده می‌شد. این خورشید بیانگر طلوع امید و آزادی برای قارهٔ آفریقا بود زیرا در آن زمان بسیاری از کشورهای آفریقایی در حال کسب استقلال خود از استعمارگران اروپایی بودند. رنگ سیاه نشانهٔ مردم بومی قاره، قرمز نشانگر حون‌های ریخته‌شده و سبز نشانگر طبیعت بود.

## پرچم‌های پیش از کسب استقلال

۱۸۹۱-۱۹۱۴ تناسب ۱:۲
پرچم نیاسالند ۱۹۱۴-۱۹۵۳ تناسب ۱:۲
پرچم فدراسیون رودزیا و نیاسالند ۱۹۵۳-۱۹۶۳
تناسب ۱:۲